# Заувијек сусједи (ТВ серија)
Заувијек сусједи је хрватска телевизијска серија. Премијерно је емитована на Нова ТВ, у периоду од 24. септембра 2007. до 30. маја 2008. године.

## Улоге
| Глумац            | Улога            |
| ----------------- | ---------------- |
| Љубомир Керекеш   | Фердо Јурић      |
| Дарко Јанеш       | Јура Фердић      |
| Тамара Шолетић    | Лили Фердић      |
| Антонија Станишић | Бела             |
| Јелена Вукмирица  | Сања Јурић       |
| Луција Храњец     | Анђа             |
| Соња Ковач        | Вики             |
| Славен Кнезовић   | Јозо Бубало Гроф |
| Фрањо Јурчец      | Адолф Комер Кома |
| Дамир Пољичак     | Бранко           |
| Вида Јерман       | Ружица Фердић    |